# Helly Reitzer
Helly Reitzer war eine österreichische Tischtennis-Nationalspielerin. In den 1930er Jahren gewann sie zwei Bronzemedaillen bei Weltmeisterschaften.

## Werdegang
Wenig ist über Helly Reitzer bekannt. Von 1929 bis 1932 wurde sie für alle vier Weltmeisterschaften nominiert. Dabei erreichte sie im Doppel 1930 mit Gertrude Wildam und 1931 mit Lili Forbath das Halbfinale. 1931 kam sie zudem im Einzel nach einem Sieg über die Deutsche Erika Stettiner ins Viertelfinale, wo sie der späteren Weltmeisterin Mária Mednyánszky aus Ungarn unterlag.

## Turnierergebnisse
| Verband | Veranstaltung     | Jahr | Ort      | Land | Einzel        | Doppel        | Mixed         | Team |
| ------- | ----------------- | ---- | -------- | ---- | ------------- | ------------- | ------------- | ---- |
| AUT     | Weltmeisterschaft | 1932 | Prag     | TCH  | letzte 32     | Viertelfinale | letzte 16     |      |
| AUT     | Weltmeisterschaft | 1931 | Budapest | HUN  | Viertelfinale | Halbfinale    | Viertelfinale |      |
| AUT     | Weltmeisterschaft | 1930 | Berlin   | FRG  | letzte 16     | Halbfinale    | Viertelfinale |      |
| AUT     | Weltmeisterschaft | 1929 | Budapest | HUN  | letzte 16     | Viertelfinale | Viertelfinale |      |